# Complesso museale Iulian Antonescu
Il Complesso Museale "Iulian Antonescu" (in romeno Complexul Muzeal Iulian Antonescu din Bacău) è un museo ubicato nella città di Bacău, Romania.

## Storia del museo
Il primo museo fu fondato nel 1957 e col tempo ha subito diverse trasformazioni, comprendendo le sezioni di arte, etnografia e per un breve periodo anche quella di scienze naturali. L’attuale Complesso Museale “Iulian Antonescu” è attivo dal 2003, anno dell’unificazione del Museo Provinciale di Storia “Iulian Antonescu” con il Museo Provinciale di Arte ed Etnografia.

## Collezioni

### Collezione Storica
Nella sede attuale, che comprende un edificio moderno, è esposta una ricca collezione archeologica: reperti risalenti al Paleolitico (da Buda e Lespezi), al Neolitico e all’Età del bronzo, oggetti rinvenuti nella necropoli di Gioseni, reperti appartenuti al popolo dei Daci (attrezzi agricoli, armi, gioielli, vasi in ceramica), artefatti medioevali provenienti dalla Corte Regia di Bacău e  una collezione numismatica (monete daciche, romane, bizantine). Sono inoltre esposti oggetti che illustrano la storia locale: documenti, gioielli del XVII-XVIII secolo, oggetti appartenuti a Mihail Sturdza e Alexandru Ioan Cuza e materiali risalenti al periodo della Guerra d’Indipendenza (1877) e della prima guerra mondiale (uniformi, medaglie).

### Collezione Etnografica
La collezione di etnografia, formatasi e ampliatasi nel corso di quattro decenni, comprende tessuti e indumenti popolari, oggetti in ceramica, strumenti e attrezzature per i lavori artigianali e agricoli, mobili e arredamento, oggetti di carattere religioso e fotografie. La collezione è nata grazie alla donazione di un prete di Răcăciuni, Vasile Heisu (circa 700 pezzi), e oggi vanta un totale di 4.000 oggetti.
All’interno del museo sono inoltre presenti documenti di natura letteraria e una biblioteca che ospita oltre 9.000 volumi.